# Жилмассив для рабочих-текстильщиков
Жилмасси́в для рабо́чих-тексти́льщиков — памятник архитектуры, комплекс из 20 зданий. Расположен в Санкт-Петербурге, современные адреса — улица Ткачей, 8, 10, 12, 14, 16, 28, 30, 32/18, 34/23, 36, 38, 40, 58, 60, 62, 64, 66, 68, улица Бабушкина, 20, 25.

## История
Жилмассив был задуман Д. П. Бурышкиным и Л. М. Тверским, его центр — полукруглая площадь, от которой (подобно трезубцу улиц от Адмиралтейства) расходятся три луча — бывший Ольгин переулок (вошедший в современную улицу Бабушкина) и два проезда, завершающихся тупиками. Здания построены в 1926—1929 годах.
Вдоль улицы расположены трёхэтажные здания, внутри кварталов — двухэтажные, полукруглую площадь Культуры окаймляют два симметричных изогнутых в плане здания, улицу Бабушкина фланкируют четырёхэтажные корпуса. Большинство корпусов ориентированы диагонально из соображений динамичности, живописности и лучшей инсоляции. Дома по улице Ткачей, стоя под углом, создают эффект «улицы-пилы».
К оригинальным чертам комплекса относятся глубокие лоджии, рассечённые пилонами. Диагональные корпуса связывают лёгкие арки. Изначальная окраска — насыщенный тон стен и белые объёмы лестниц, широкие горизонтальные и вертикальные полосы.
Во дворе домов 10 и 12 был установлен типовой фонтан, к 2022 году не работавший и превращённый в клумбу.

## Галерея

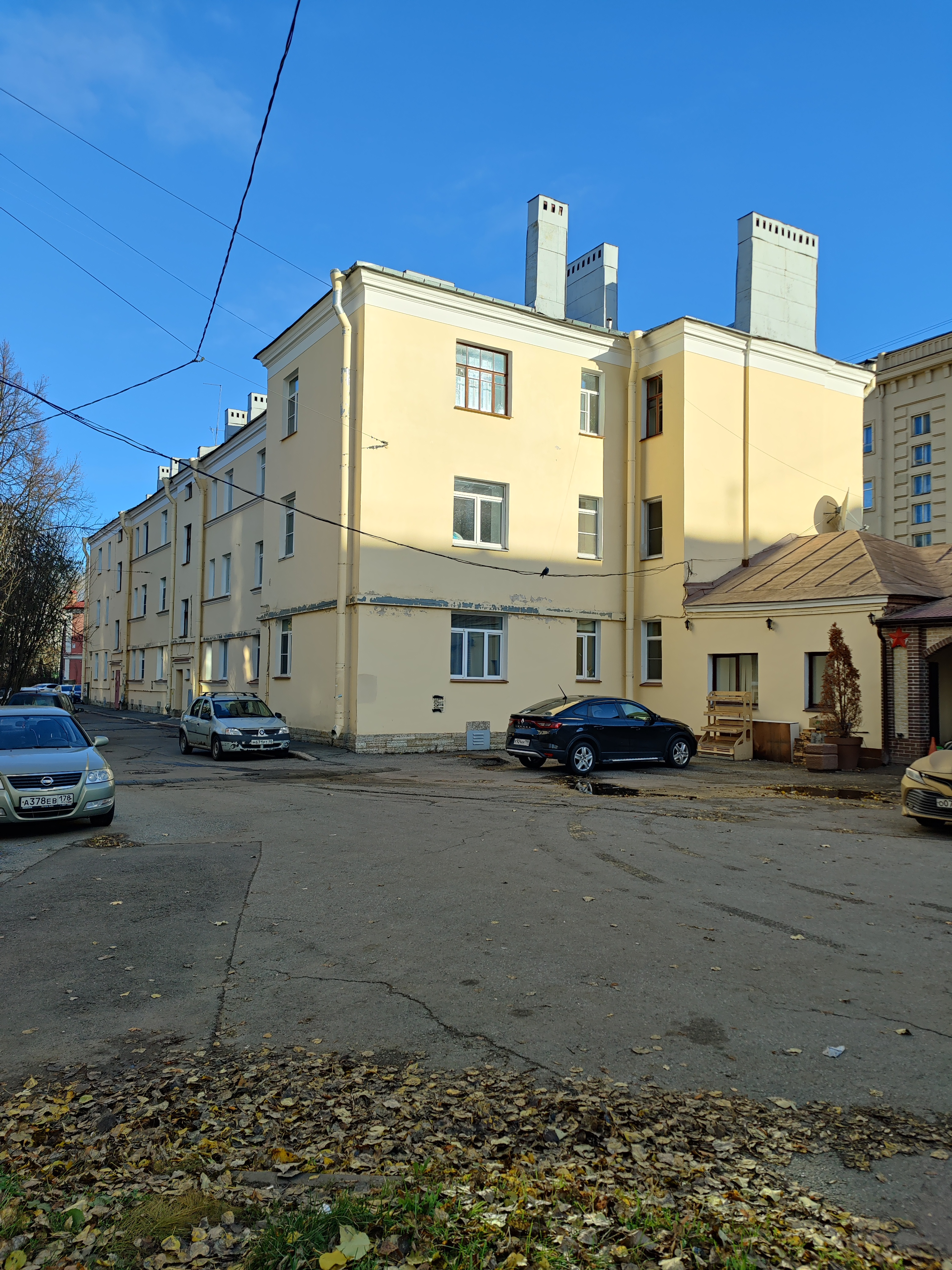
улица Ткачей, дом 8
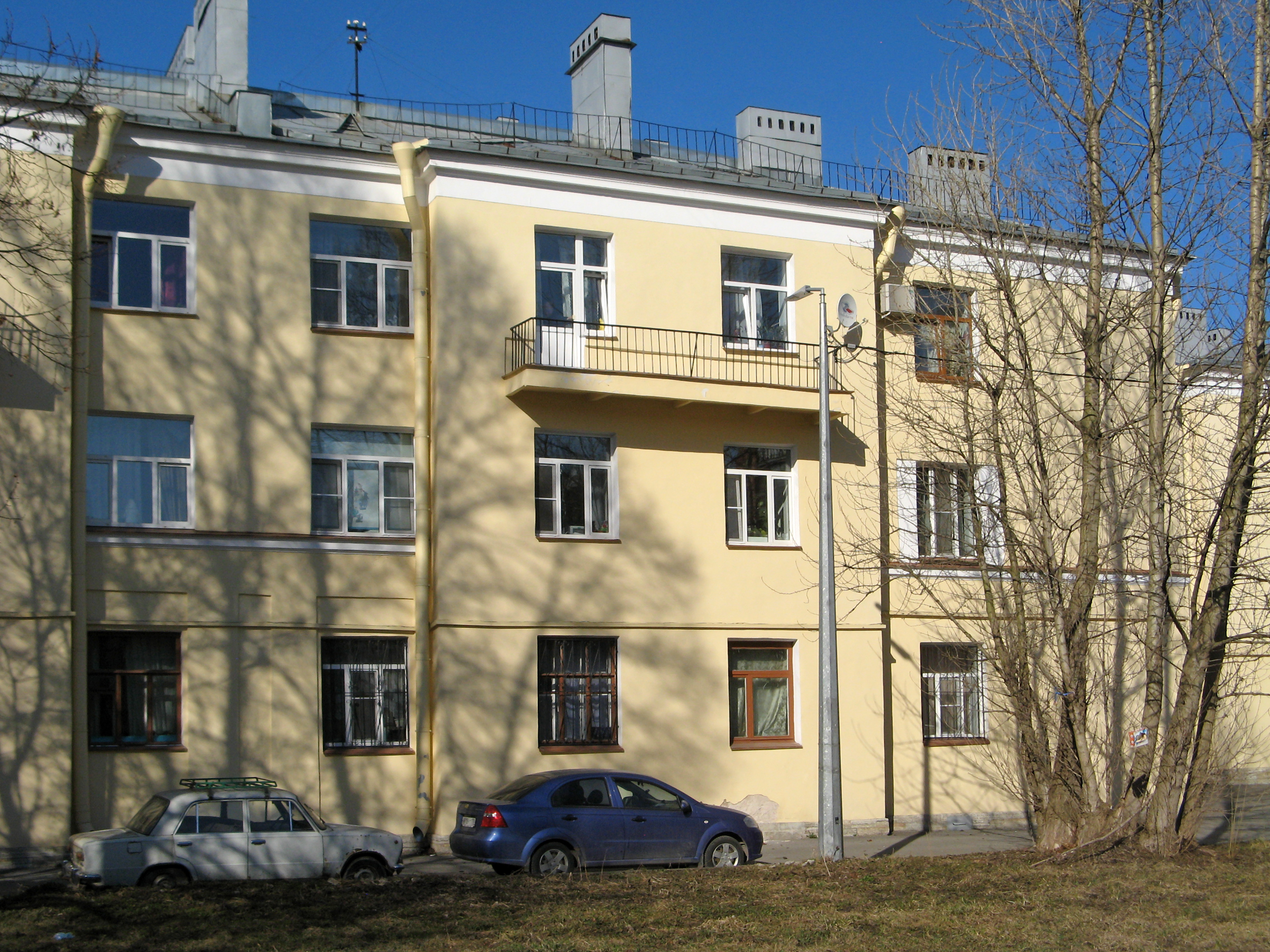
дом 10
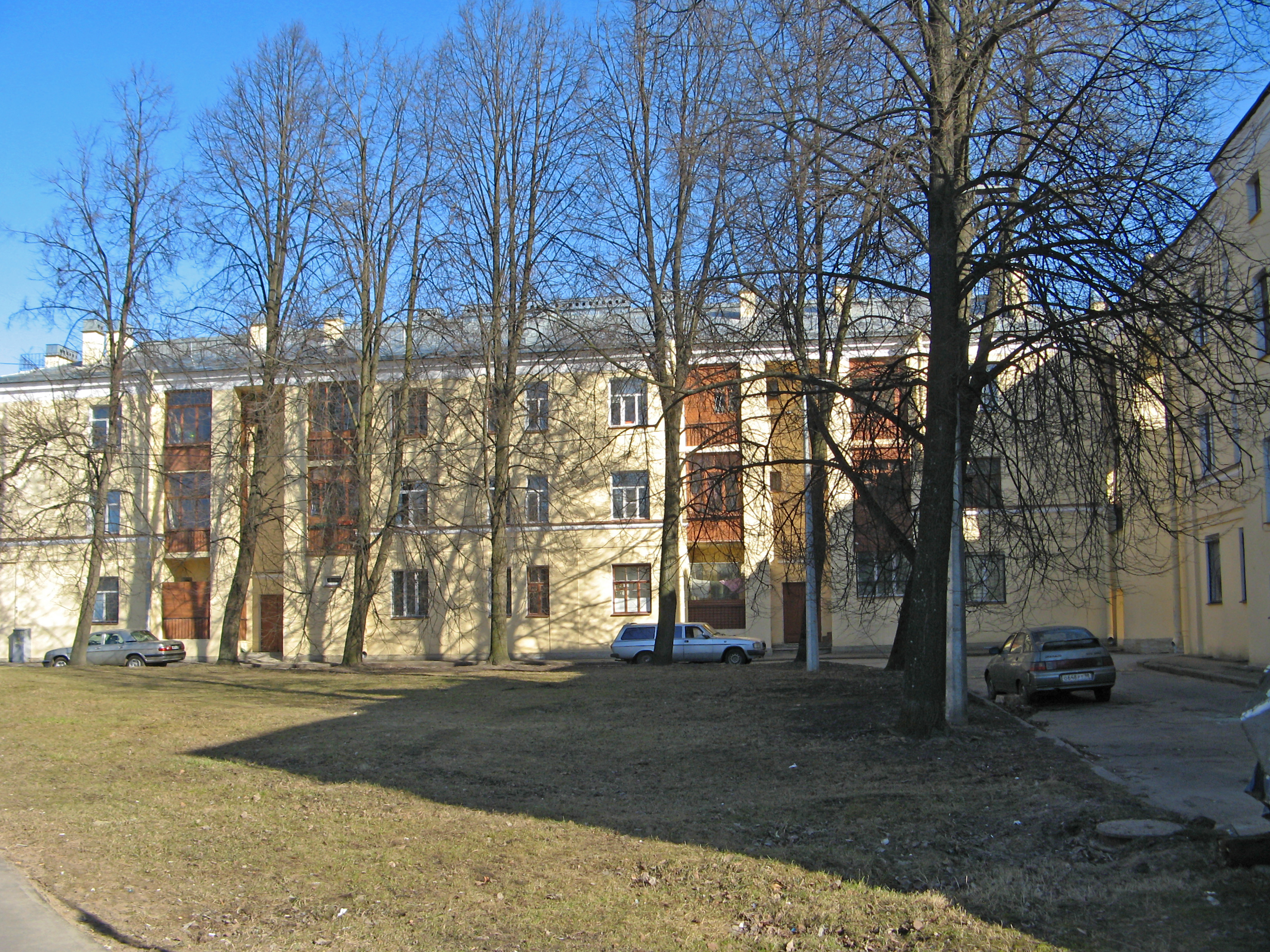
дом 12
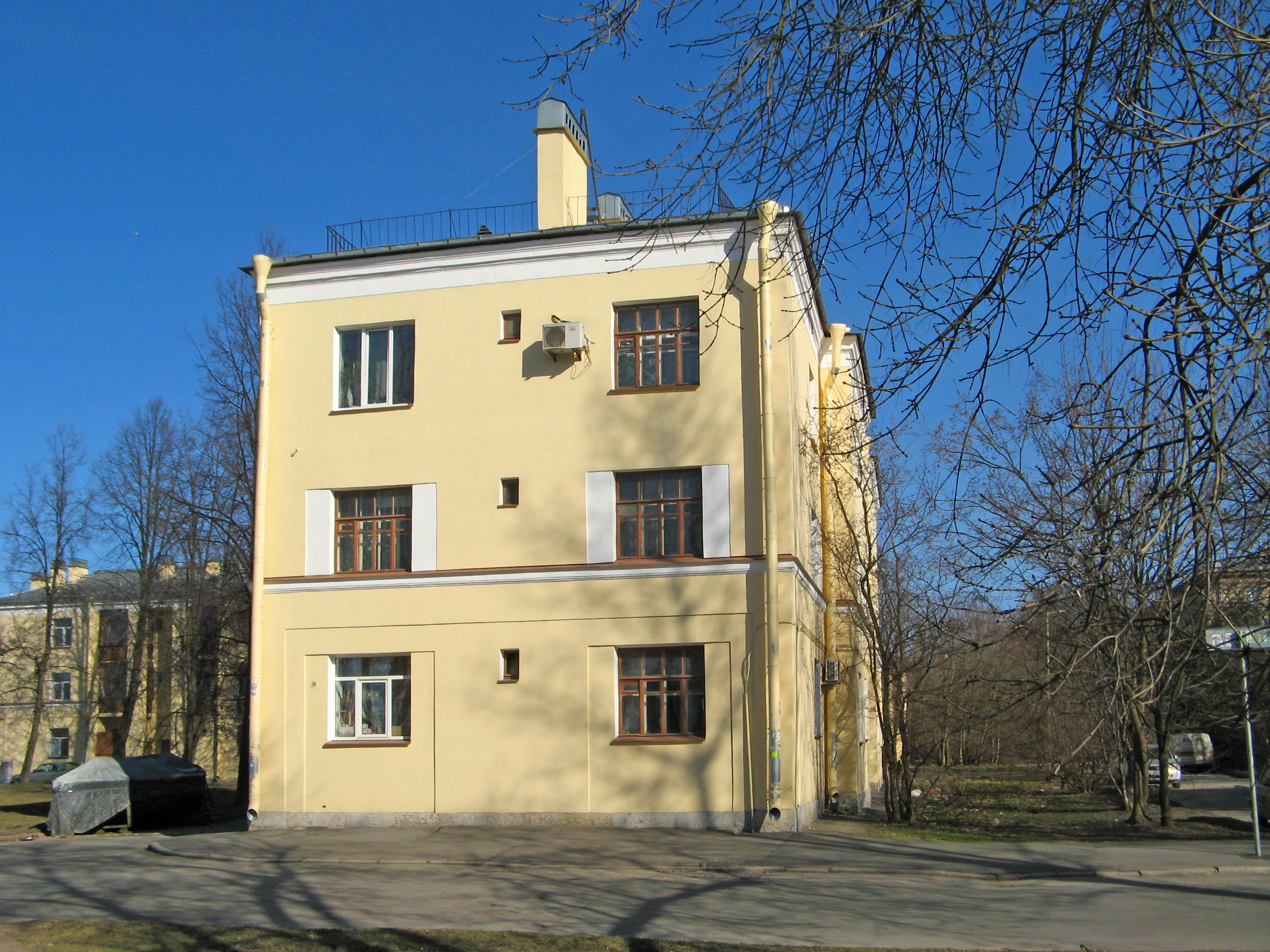
дом 14
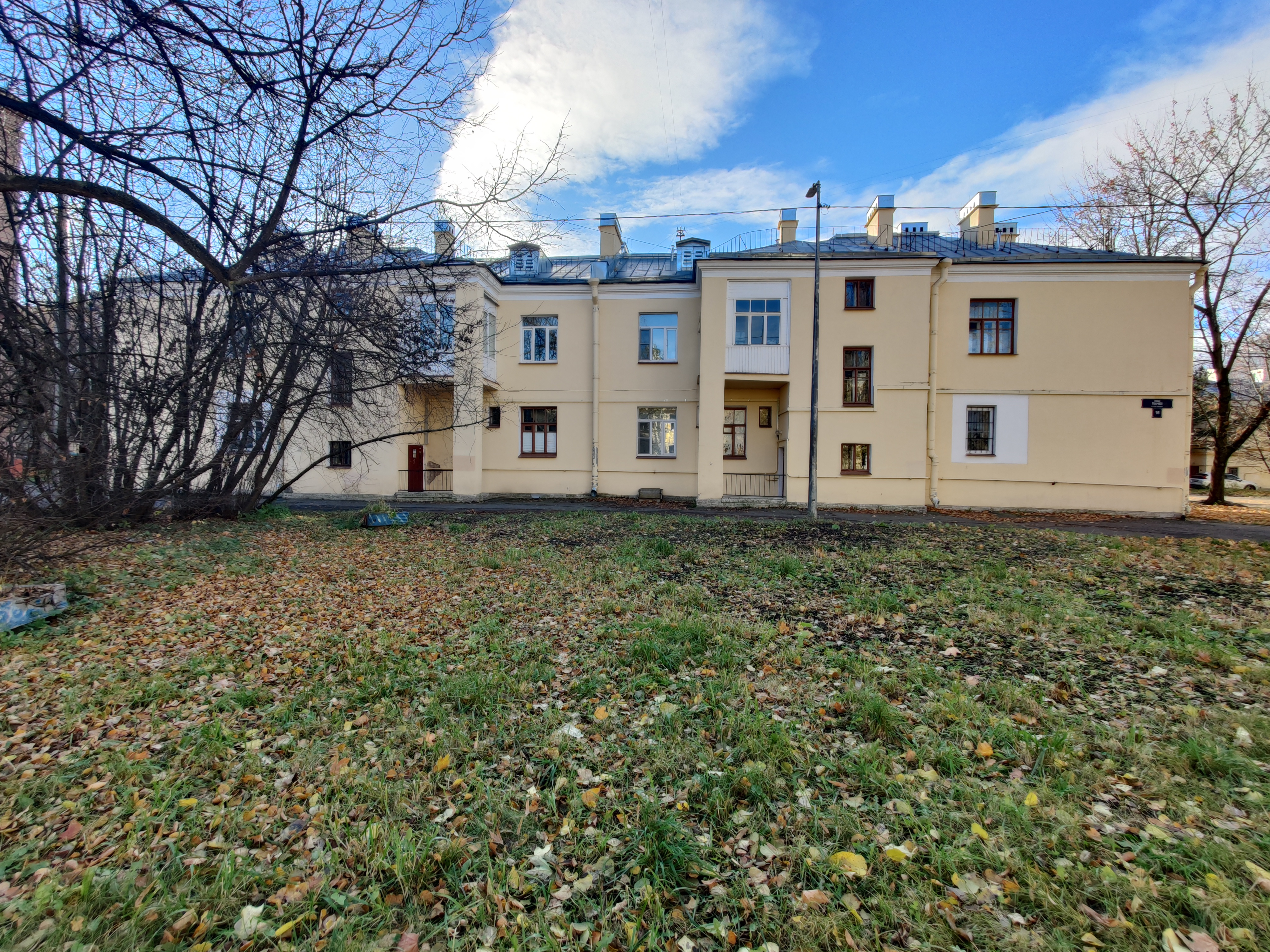
дом 16
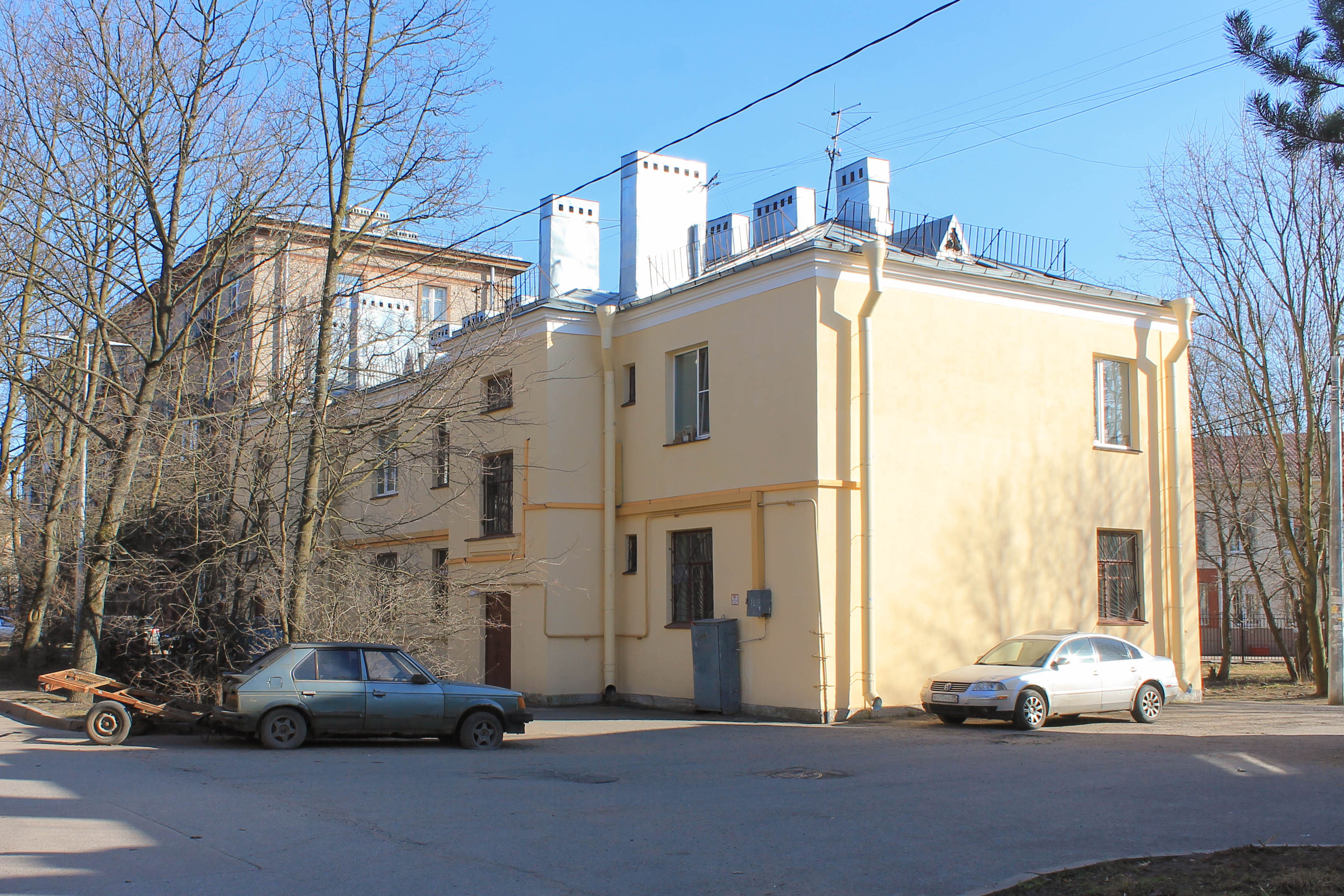
дом 28
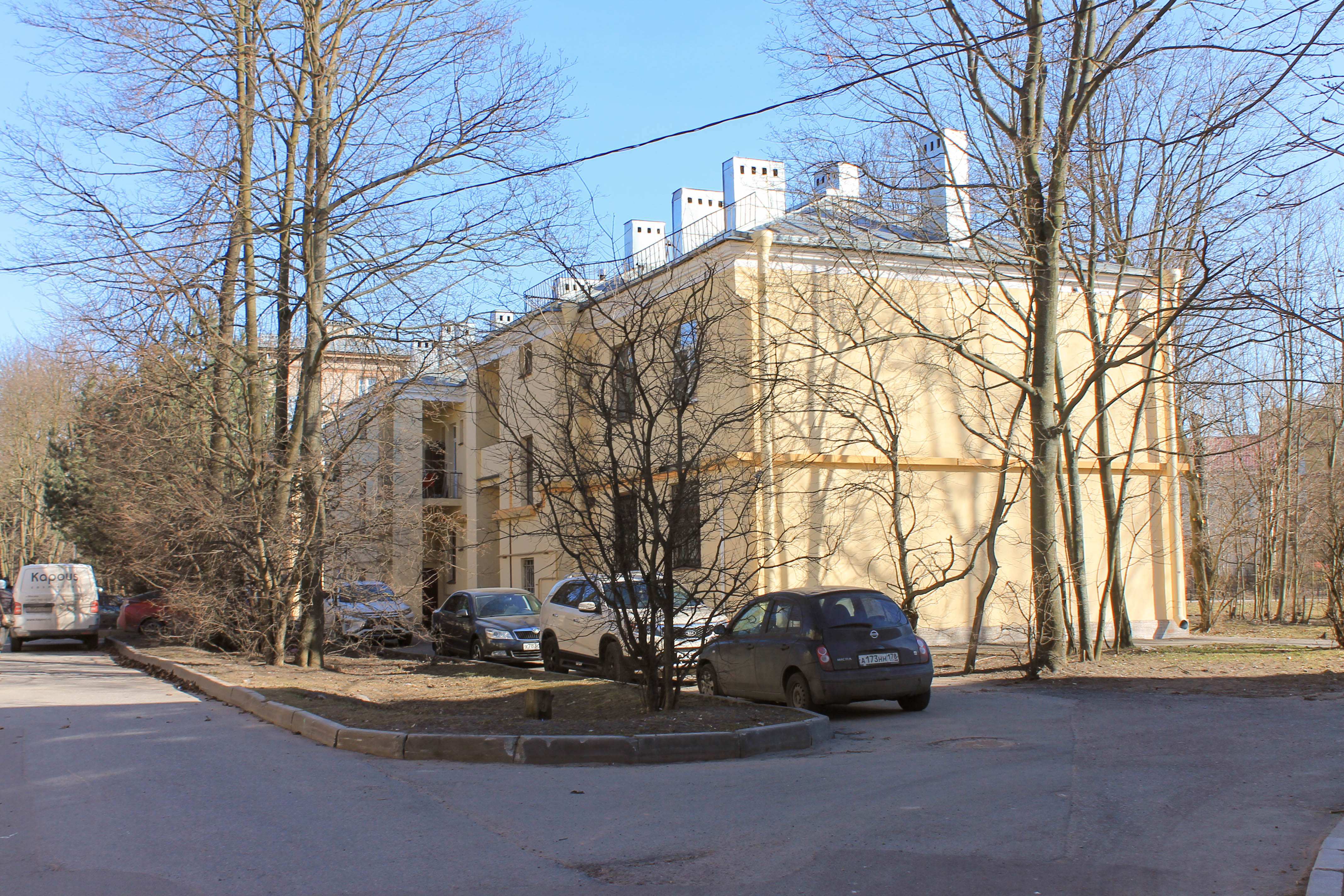
дом 30
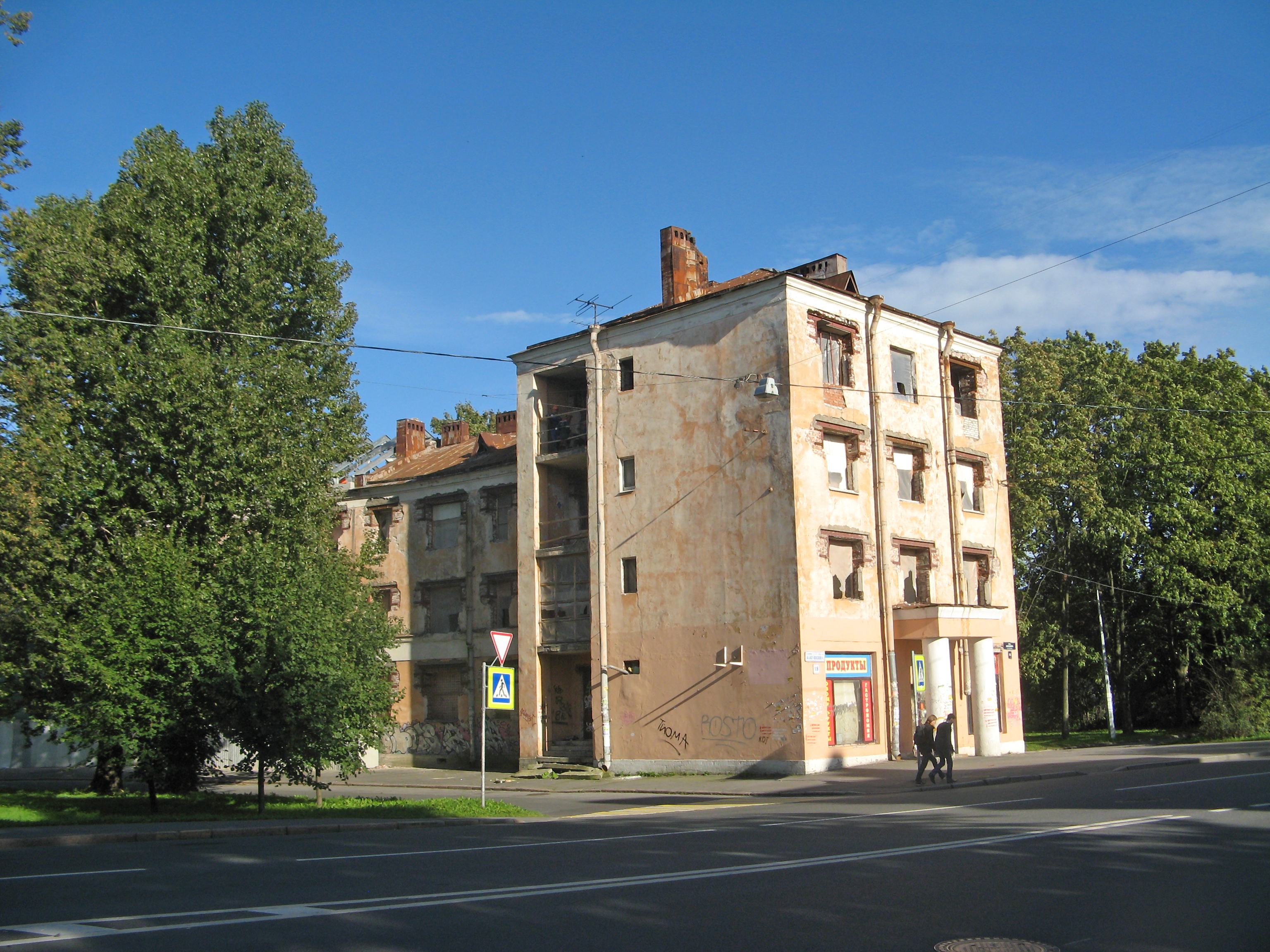
дом 32/18
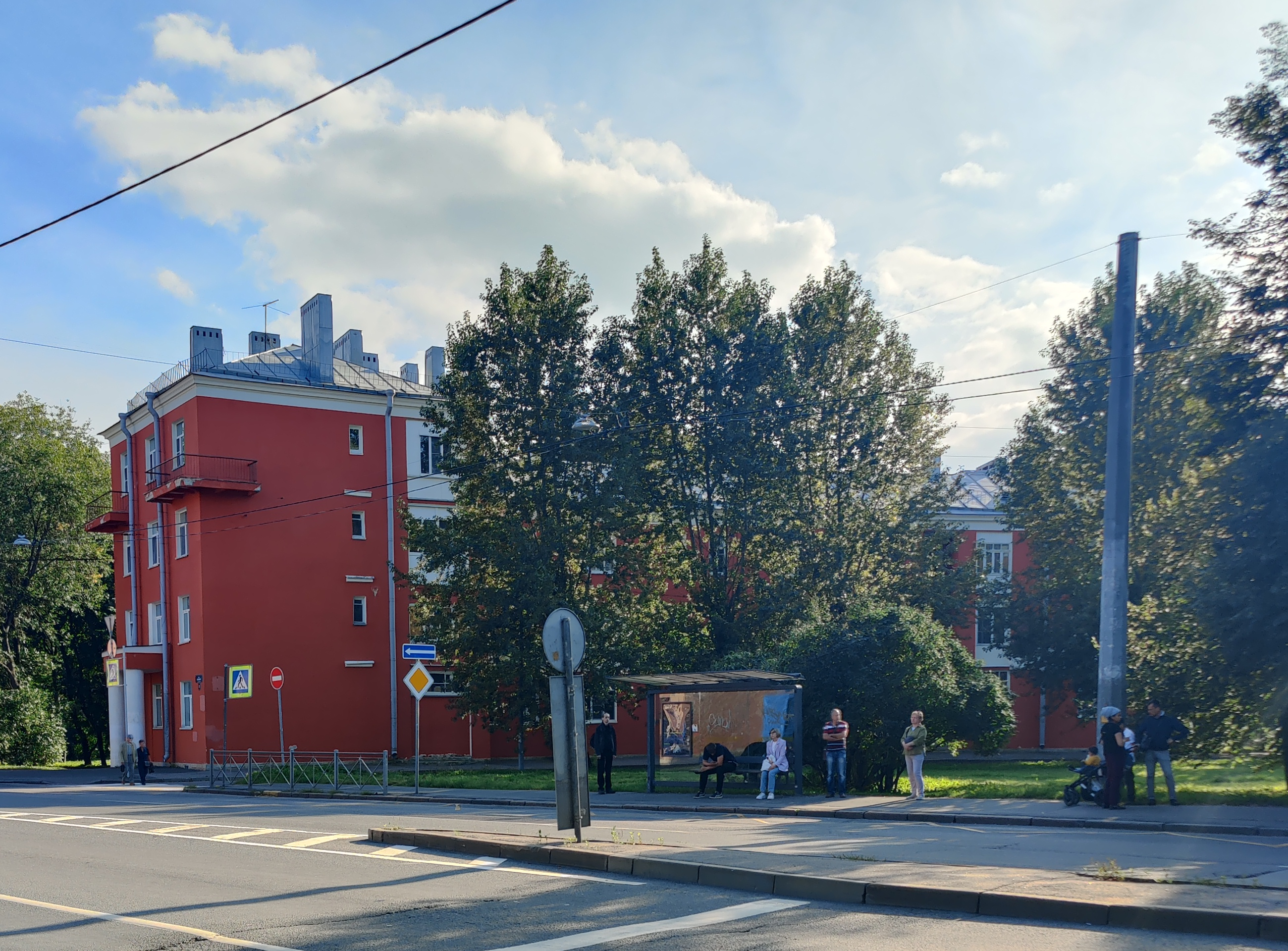
дом 34/23
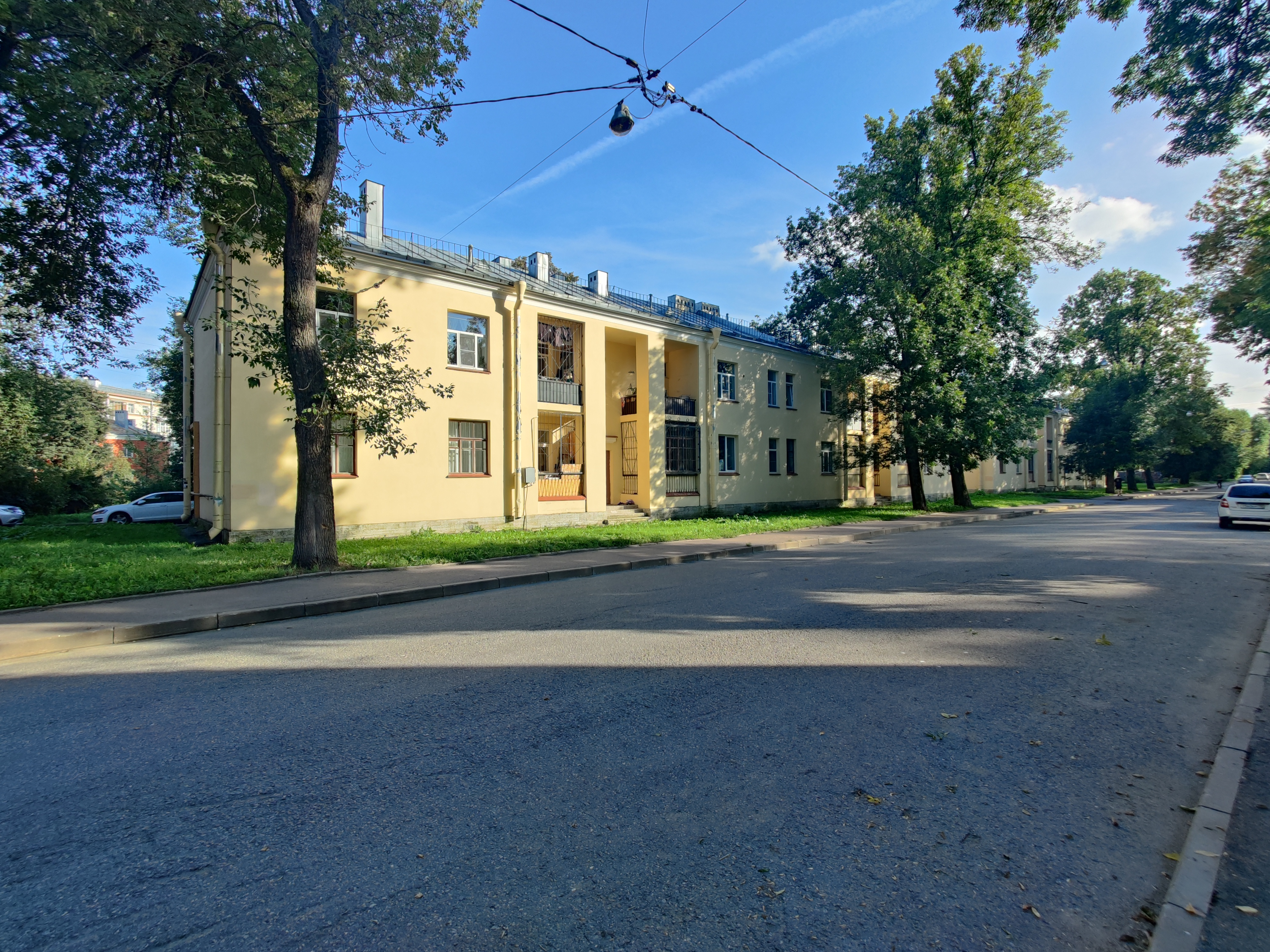
дом 36
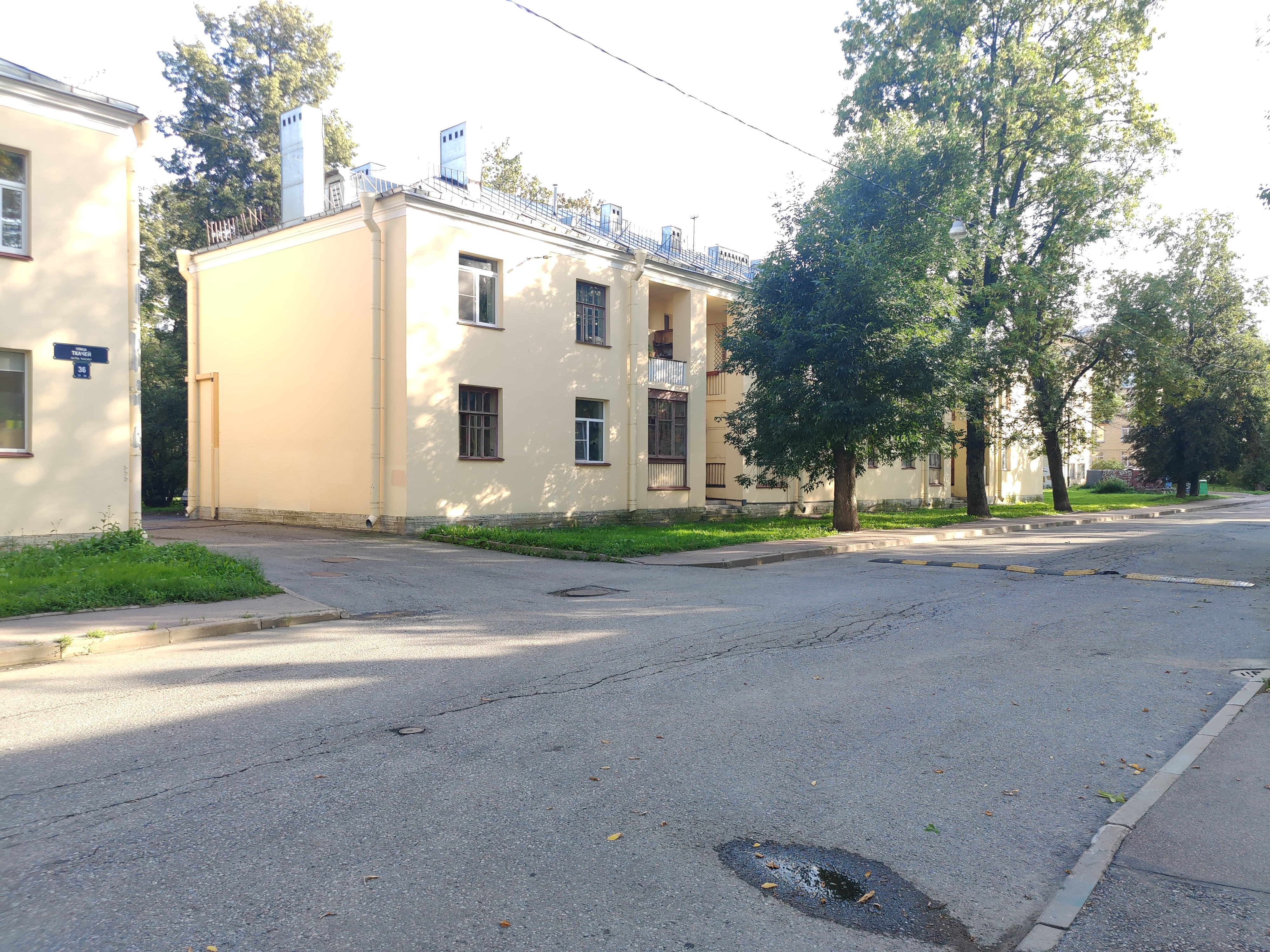
дом 38
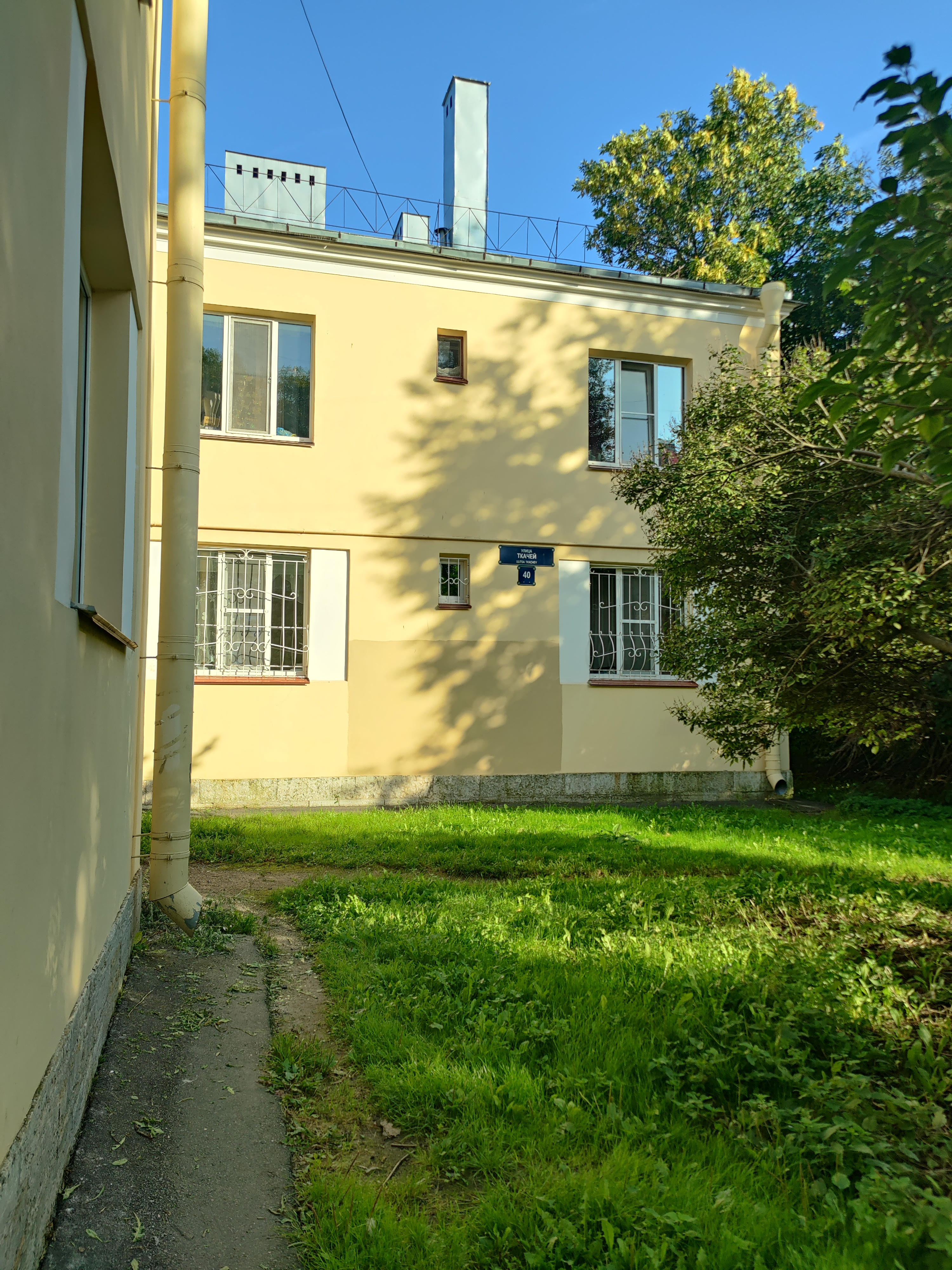
дом 40
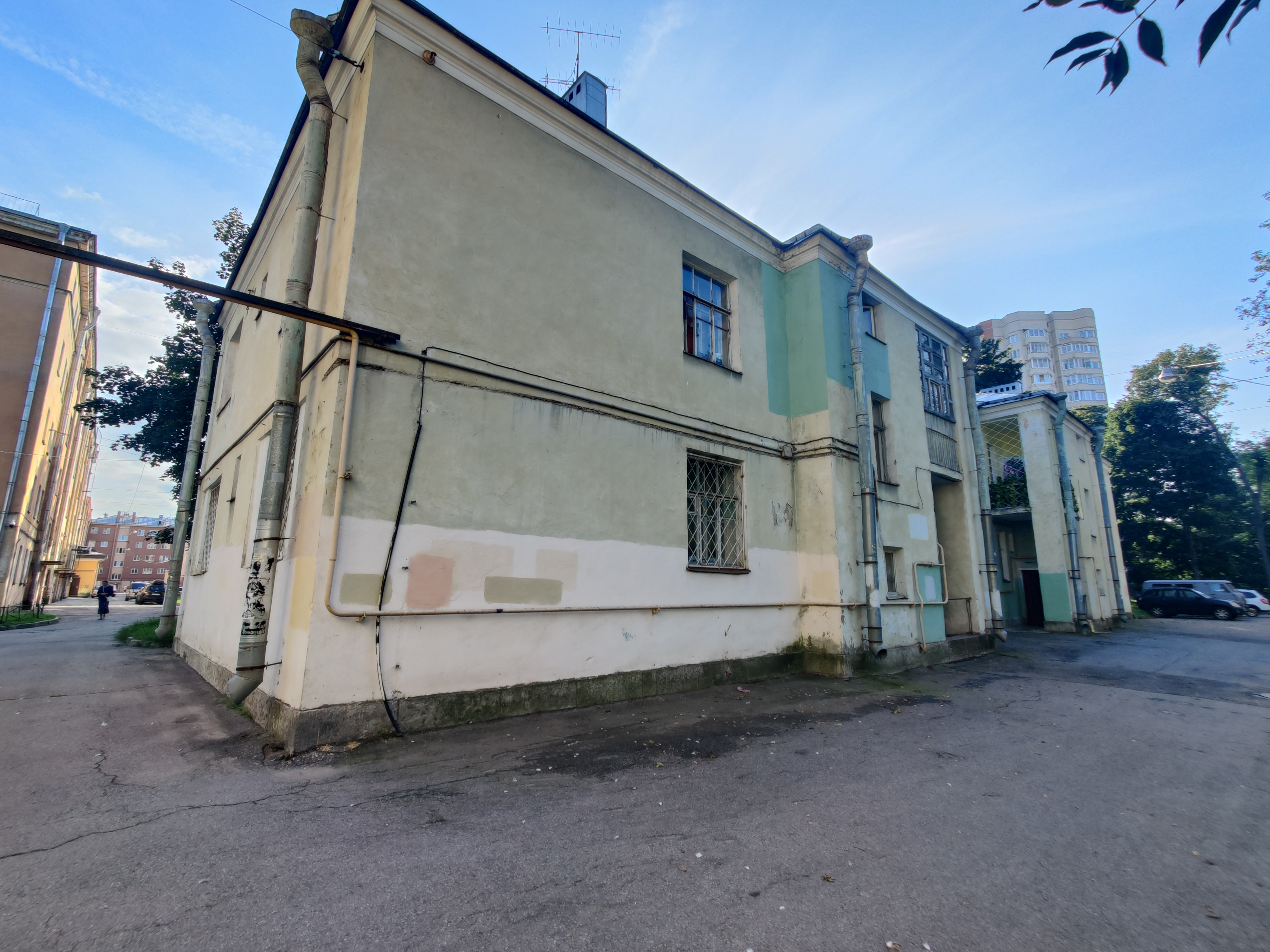
дом 58
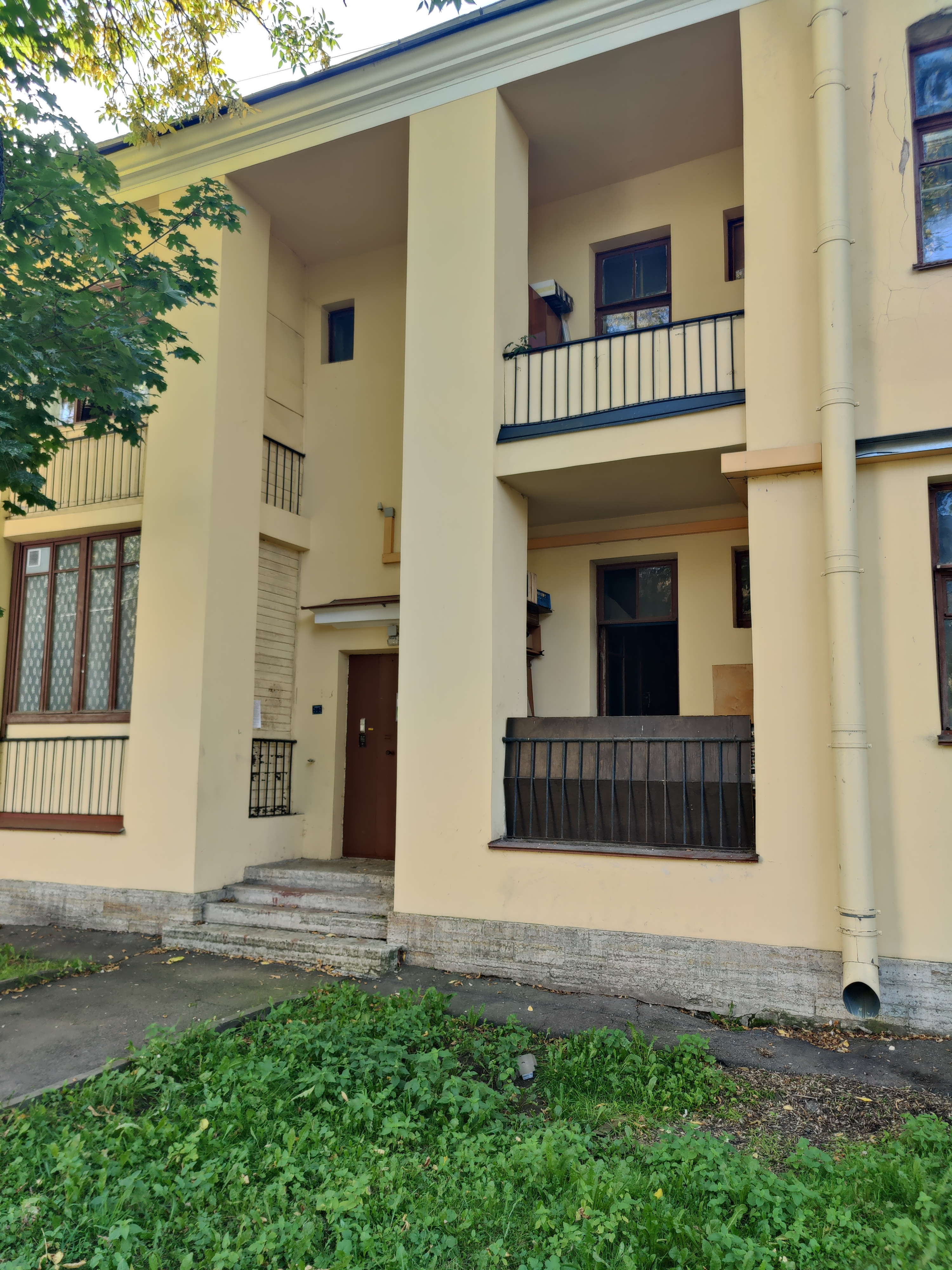
дом 60
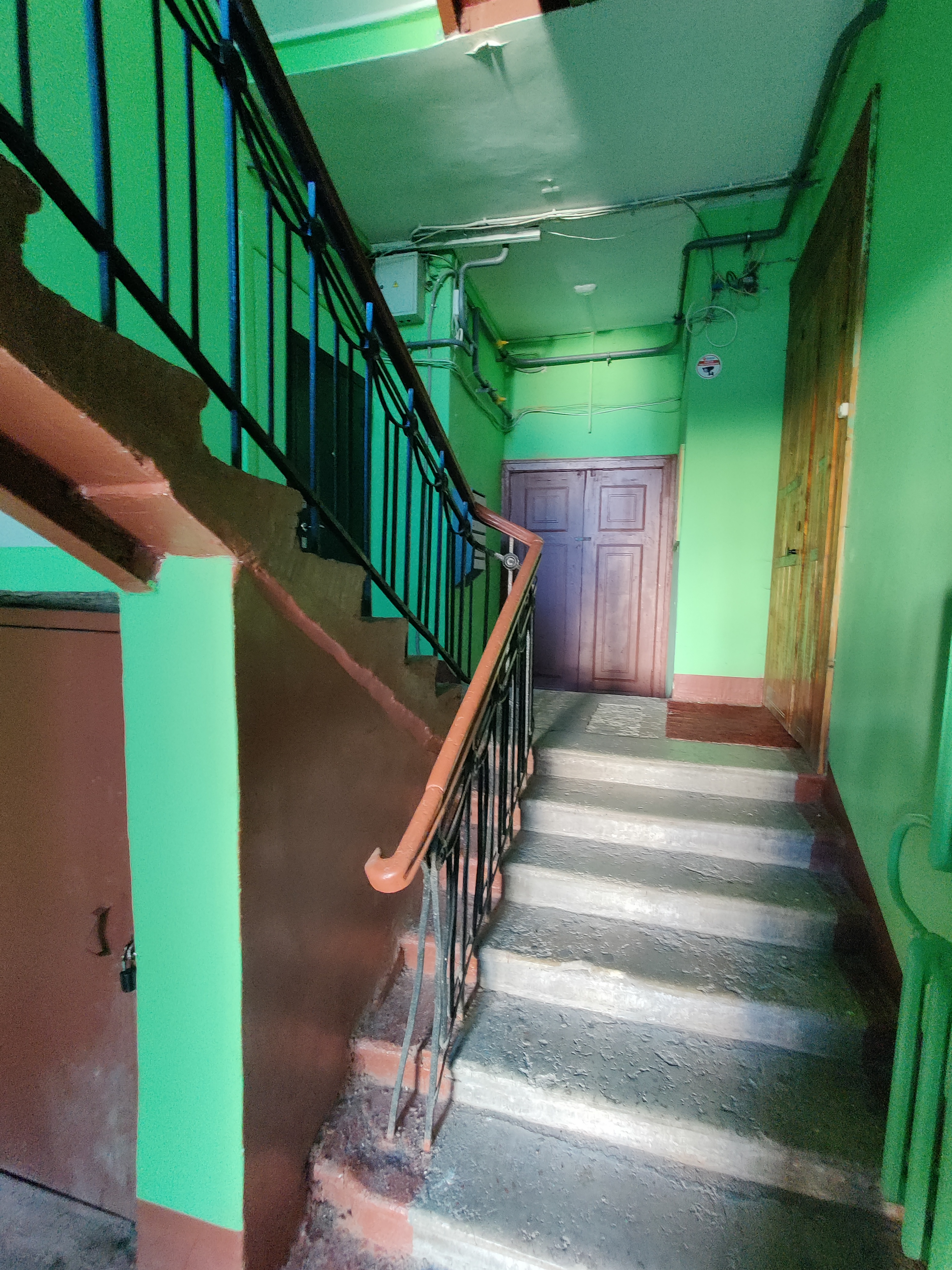
дом 62
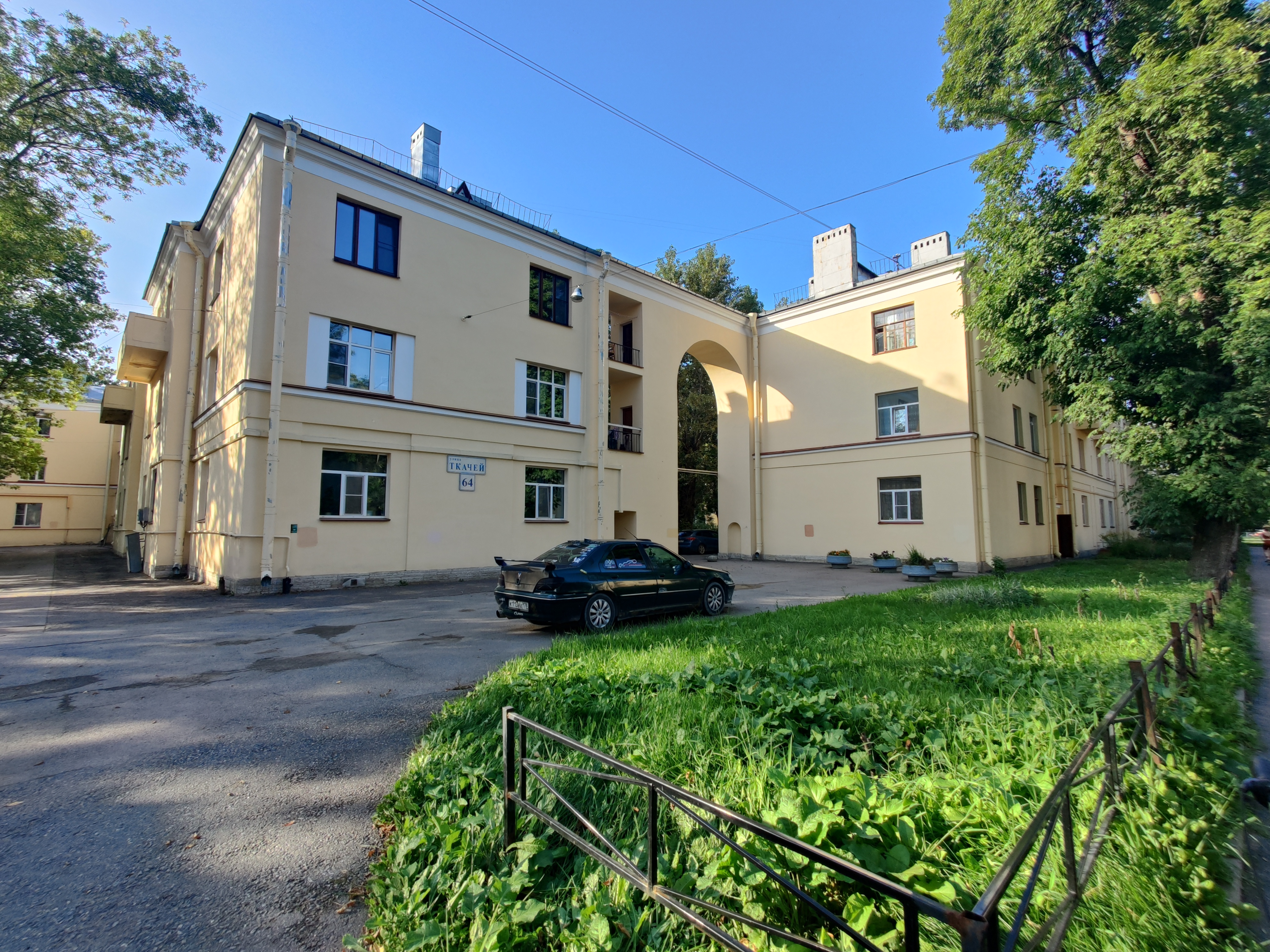
дом 64
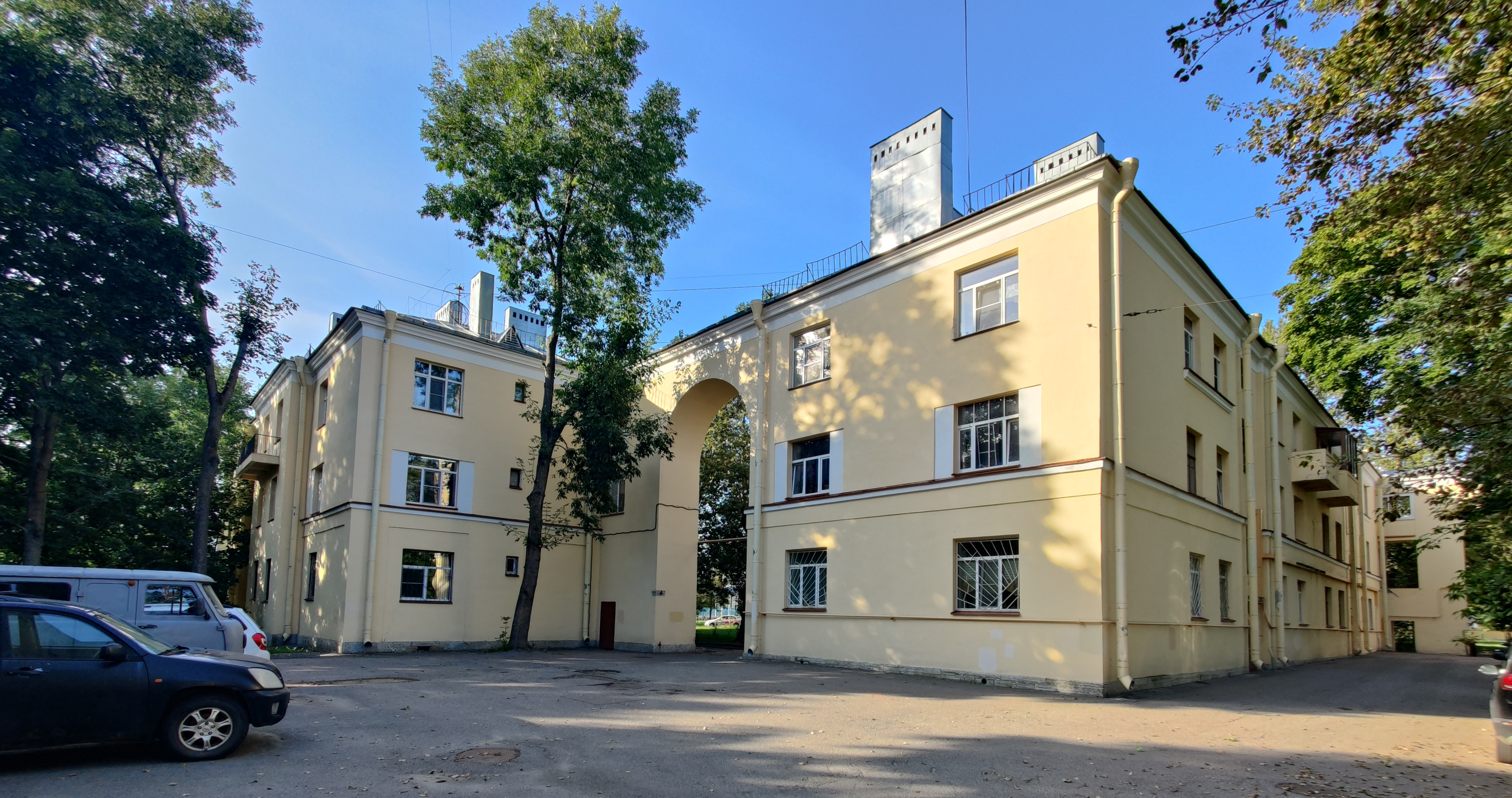
дома 66 и 68
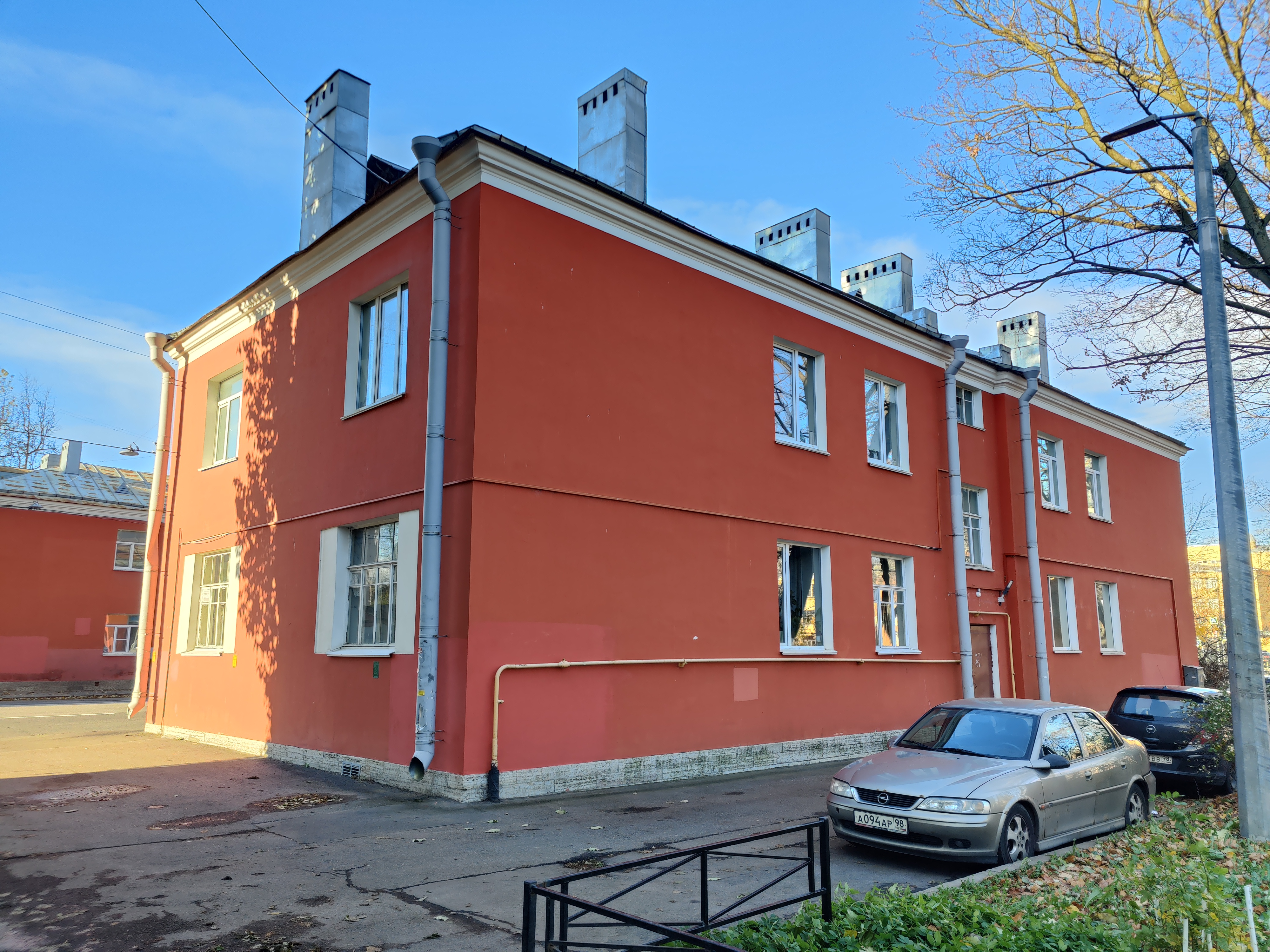
улица Бабушкина, дом 20
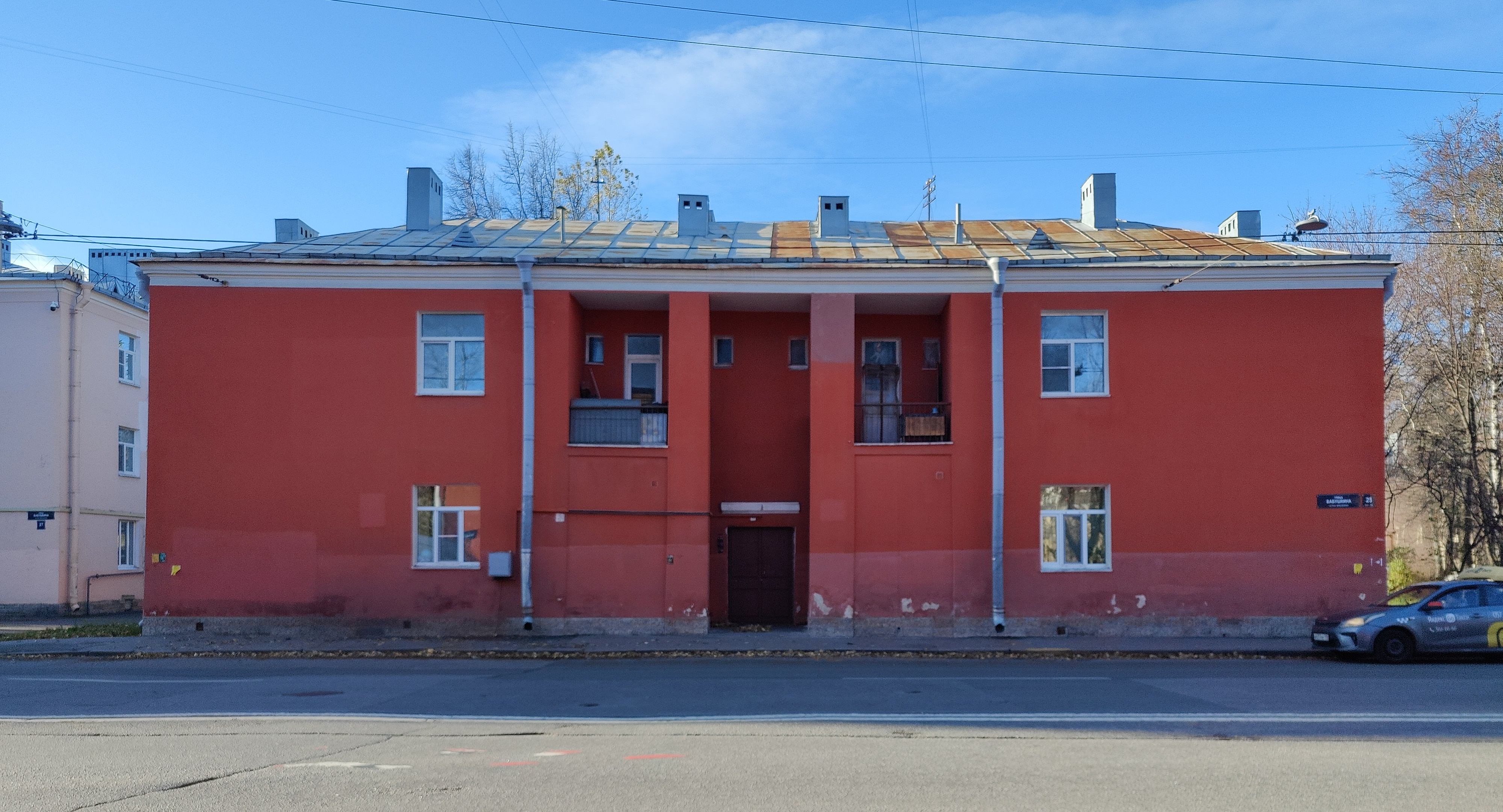
дом 25